# Hollywood/Western
Hollywood/Western – stacja linii B metra w Los Angeles. Stacja znajduje się w East Hollywood pomiędzy Little Armenia a Thai Town. Została oddana do użytku w 1999 roku.

## Opis Stacji
Wejście do stacji znajduje się obok skrzyżowania Western Avenue i Hollywood Boulevard. Wystrój stacji został zaprojektowany przez artystkę Sun May.

## Godziny kursowania
Pociągi linii B kursują codziennie, w przybliżeniu pomiędzy 5:00 a 0:45.

## Połączenia autobusowe
Od 11 grudnia 2022 dostępne są następujące połączenia:
- Metro Local: 180, 207, 217

## Galeria zdjęć

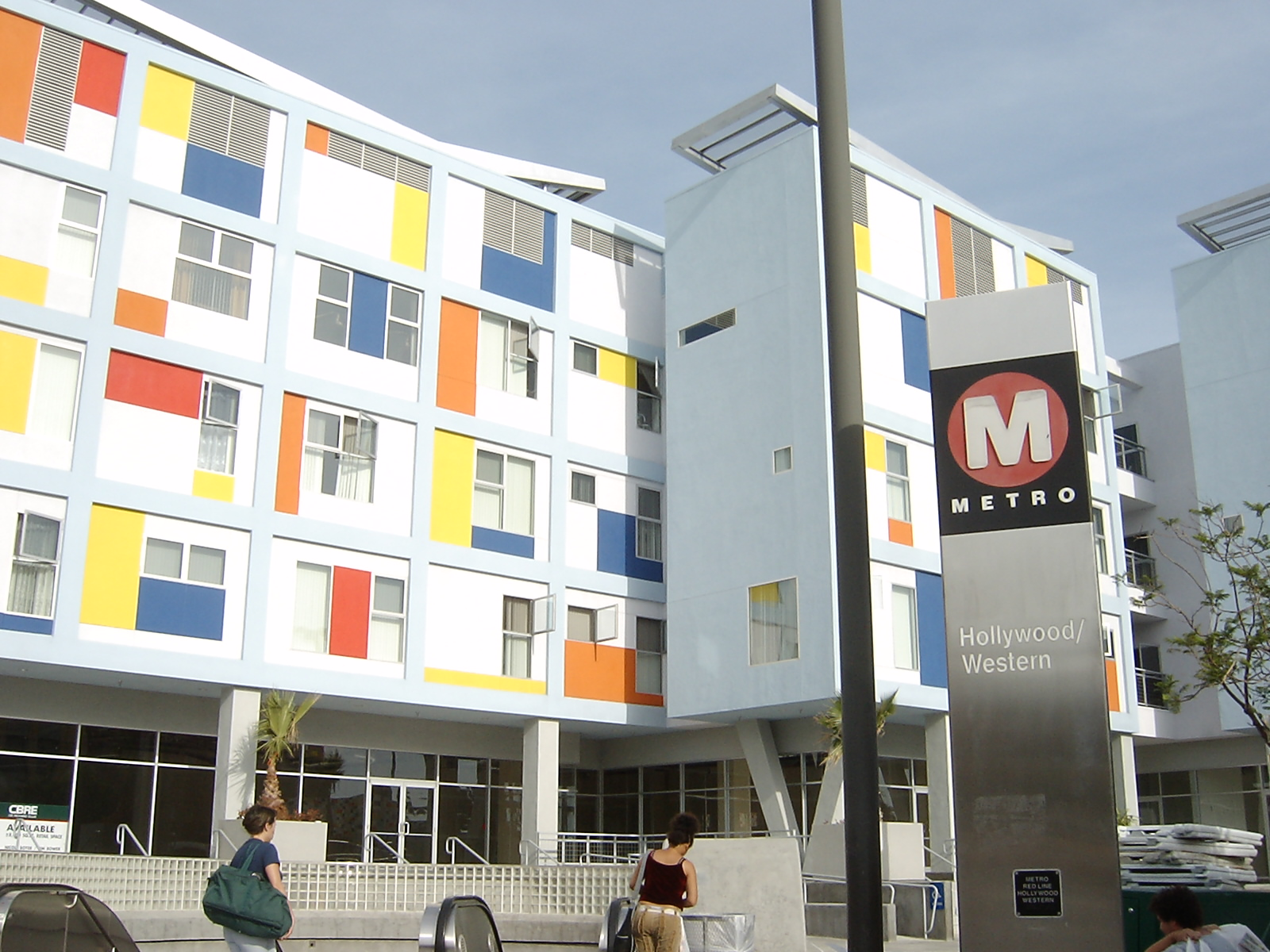
Wejście z ulicy na stację metra
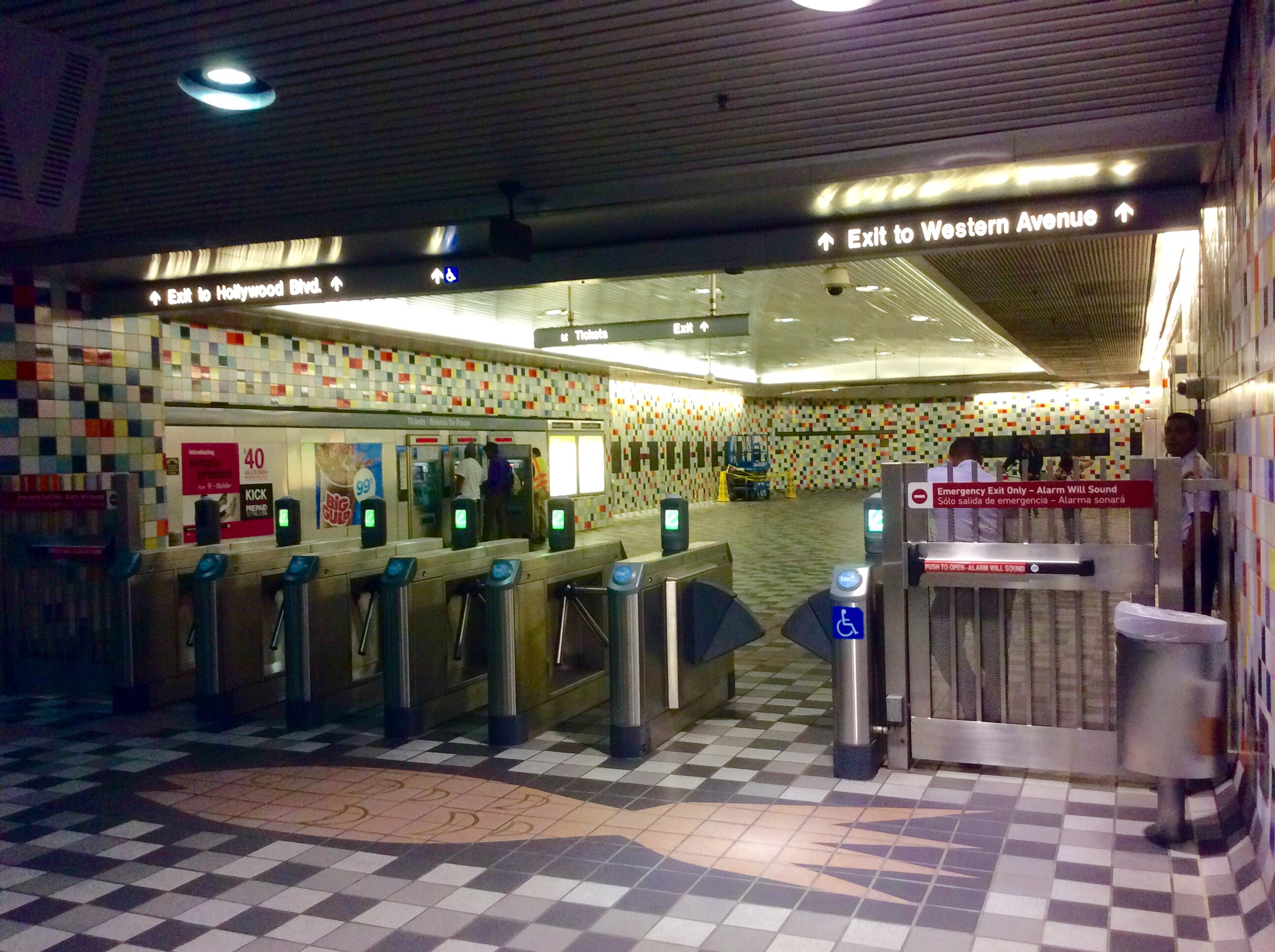
Automat biletowy i bramki biletowe na stacji
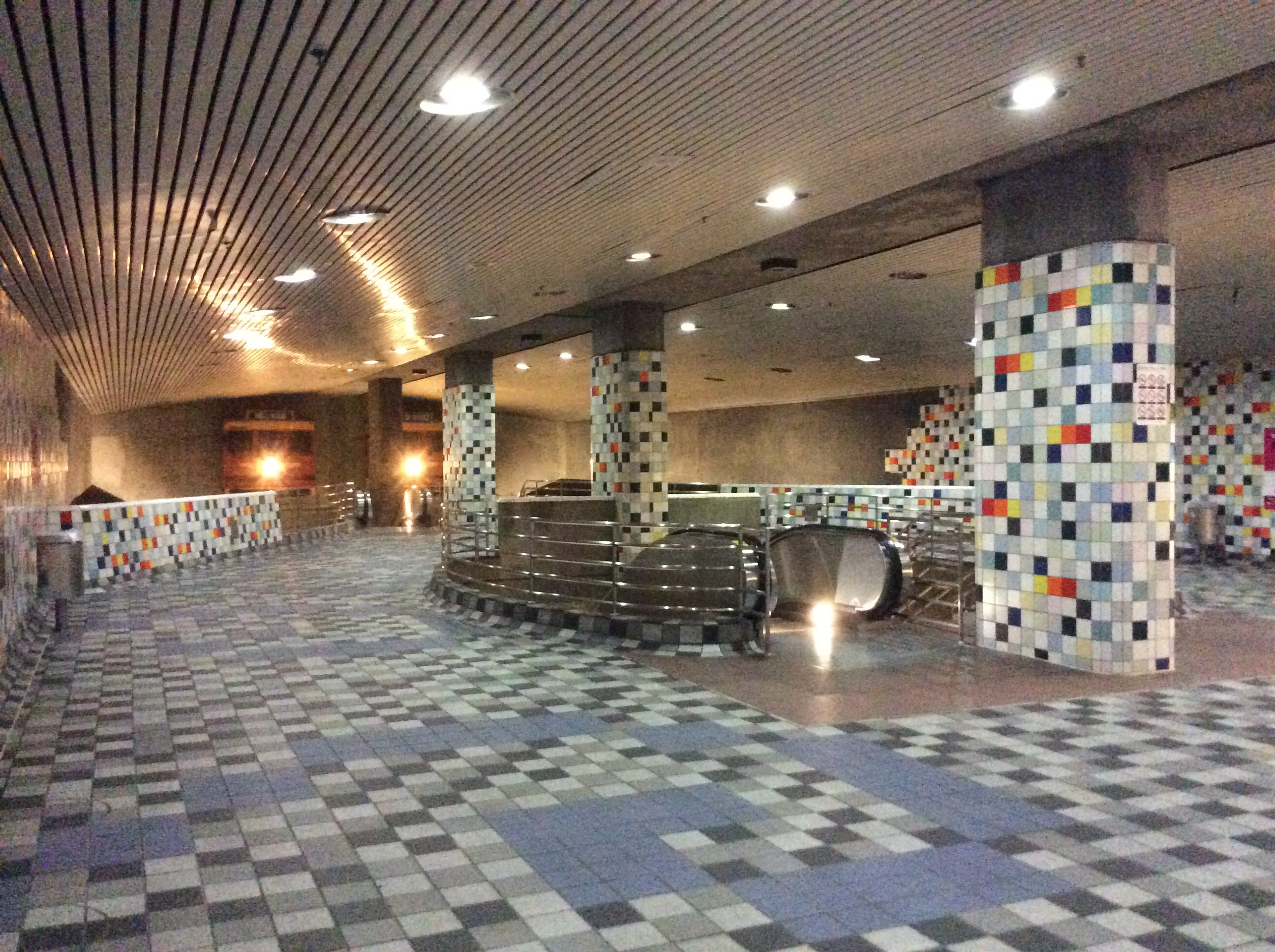
Górny poziom stacji